# روس براونر
روس براونر (بالإنجليزية: Ross Browner)‏ هو لاعب كرة قدم أمريكية أمريكي، ولد في 22 مارس 1954 في وارن في الولايات المتحدة.

## وصلات خارجية
- روس براونر على موقع مرجع كرة القدم المحترفة.كوم (الإنجليزية)